# Zone d'ombre (série littéraire)
Pour les articles homonymes, voir Zone d'ombre.

Zone d'ombre est une série de livres fantastiques écrits par J.R. Black dans les années 1990. Chaque livre propose une histoire indépendante, mettant en scène un jeune adolescent confronté à un ou plusieurs êtres surnaturels. Parfois agressifs, parfois sympathiques, ils forcent généralement l'enfant à les aider, faisant souvent peser sur lui ou sur sa famille de sérieuses menaces. Le héros a parfois l'aide d'autres enfants, mais jamais d'adultes, qui ignorent tout de son aventure. Ces histoires sont teintées d'humour noir, et les êtres surnaturels finissent souvent par être amicaux ou touchants.

## Liste des volumes publiés et résumés
1. Le Métro Vampire - Le jeune Fred se lie d'amitié avec le chef d'une colonie de vampires vivant dans un métro. Mais celui-ci cache bien son jeu.
2. Un Extraterrestre sous mon Lit - Hélène tente d'empêcher l'extraterrestre qui a élu domicile dans sa chambre d'enlever la fille de sa belle-mère, qu'elle apprécie pourtant peu.
3. Les Sorcières d'à-côté - Les deux vieilles voisines de Julie veulent faire d'elle leur apprentie et lui transmettre leurs pouvoirs de sorcières.
4. Le fantôme de la colline hantée - Julian, un jeune froussard de 12 ans, fait la connaissance de Buddy, le fantôme d'un jeune délinquant mort dans un accident de voiture 30 ans plus tôt. Celui-ci soupçonne un de ses amis de l'avoir assassiné, et entre autres la propre mère de Julian. Seule lui peut résoudre l'énigme posant sur les épaule de Buddy.
5. La Vengeance de l'Ordinateur - En jouant à un nouveau jeu vidéo étrange, Mike libère les personnages, qui commencent à s'en prendre aux élèves et aux professeurs de son école.
6. Un Squelette dans le Placard - Adrian découvre le squelette d'un homme emmuré vivant 3 ans plus tôt. Celui-ci soupçonne sa femme de l'avoir assassiné pour récupérer sa collection de pièces rares, et veut se venger.
7. L'Attaque des Morts Vivants - Quelqu'un a déplacé des pierres tombales pour les mettre dans le jardin de la nouvelle maison de Josh. Les morts, en voulant les récupérer, ont perdu le chemin de leur cimetière et obligent le garçon à le retrouver et à faire la lumière sur cette affaire.
8. Panique autour du Feu - C'est la première fois que Suzie va en colonie, et elle tombe sur une famille de Big Foot en colère.
9. Des Tentacules sur la Plage - Des monstres marins tentaculaires envahissent la plage. Max et ses deux sœurs sont exhortés par un fantôme d'aider l'un des monstres, qui est pourchassé par les autres, à rentrer dans sa dimension.

## Les volumes non traduits
1. Guess who's dating a werewolf - Annie apprend que sa grande sœur sort avec un loup-garou. Elle cherche alors par tous les moyens à empêcher ce dernier de lui faire du mal.
2. Good night, Mummy - Une momie transportée aux États-Unis 50 ans plus tôt a perdu le livre de sorts qui la protège de la colère d'Anubis et de Thoth, ainsi que son sarcophage. Blaise en a pitié et l'aide à retrouver ses protections et son sommeil.
3. My teacher ate my homeworks - En achetant une poupée vaudou pour jeter un sort à sa prof qu'il déteste, Jesse ignore que la poupée est bien pire que l'originale.
4. Attack of the mutant bugs - L'écroulement d'une mine près de 70 ans plus tôt a enseveli de nombreux ouvriers, qui n'ont reçu aucune aide de l'extérieur et ont fini par muter en insectes géants pour survivre. La plupart réclament vengeance, mais leur chef avait un dernier message à passer à son fils, et demande à Katie de l'aider.

Voir aussi